# Comisaría de Urabá
La comisaría de Urabá fue una antigua entidad territorial de Colombia que correspondía a la región ubicada en torno al golfo de Urabá. La comisaría fue segregada del departamento de Antioquia y de la intendencia del Chocó y elevada a esta categoría por medio del decreto 540 del 7 de junio de 1911, con el objetivo de fomentar el poblamiento y desarrollo de esta lejana zona del país. La entidad fue suprimida en julio de 1915 debido a su ineficacia en el plan de acción gubernamental de colonizar esta región.
La entidad comprendía a Acandí como capital, en tanto tenía a Turbo, Riosucio y Necoclí como centros poblados importantes.

## Lista de intendentes[3]
| Nombre            | Inicio             | Fin                |
| ----------------- | ------------------ | ------------------ |
| Rafael Madriñán   | Junio de 1911      | Agosto de 1913     |
| Antonio Salamanca | Agosto de 1913     | Septiembre de 1914 |
| Miguel M. Puyo    | Septiembre de 1914 | Julio de 1915      |